# بوهلرتسل
بوهلرتسل (به آلمانی: Bühlerzell) یک شهر در آلمان است که در شوبیش هال واقع شده‌است. بوهلرتسل ۲٬۰۵۱ نفر جمعیت دارد.

## خواهرخوانده
شهر زانکت کولومان خواهرخواندهٔ بوهلرتسل هست.